# S. J. Twining
Sidney John Twining (* 11. April 1892 in Kalifornien; † 25. März 1959 in Los Angeles, ebenda) war ein US-amerikanischer Filmtechniker, der 1945 mit dem  Oscar für technische Verdienste (Technical Achievement Award) ausgezeichnet wurde.

## Leben
Twining arbeitete als Filmtechniker für Columbia Studio Laboratory und wurde auf der Oscarverleihung 1945 gemeinsam mit George Seid und Paul Zeff mit dem Oscar für technische Verdienste (Scientific and Technical Award) für die Formel und Anwendung bis zur Produktion eines vereinfachten regulierbaren Negativentwicklers (‚for the formula and application to production of a simplified variable area sound negative developer‘) ausgezeichnet. Er erhielt die Auszeichnung Klasse III, die aus einem Zertifikat besteht. Bei den wissenschaftlichen und technischen Awards, sowie denen für besondere Leistungen, handelt es sich um eine Auszeichnung der Klassen I bis III.

## Auszeichnung
- 1945: Oscar für technische Verdienste (Academy Technical Achievement Award)